# Bobowa (plaats)
Bobowa is een dorp in de Poolse woiwodschap Klein-Polen. De plaats maakt deel uit van de gemeente Bobowa en telt 2800 inwoners.

## Verkeer en vervoer
- Station Bobowa
- Station Bobowa Miasto